# Никс, Чарльз
Чарльз Джордж Эшбёрнер Никс (англ. Charles George Ashburner Nix; 25 августа 1873, Тилгейт, Великобритания — 8 мая 1956, Уорт, Великобритания) — британский стрелок, серебряный призёр Олимпийских игр в Лондоне (1908).

## Участие в Олимпийских играх
Участвовал в Олимпийских играх 1908 года в Лондоне в трех соревнованиях. В индивидуальном соревнование в дисциплине бегущий олень он занял десятое место, выиграл серебряную медаль в командных соревнованиях бегущий олень и добился одиннадцатого места за стрельбу двойными выстрелами. В командном зачете соревновались всего две команды — Швеция и Великобритания. Шведская команда одержала победу над британской командой со счетом 86 к 85, так что Никс выиграл серебряную медаль, как и его товарищи по команде Уильям Лейн-Джойнт, Уильям Элликотт и Томас Ранкен. Никс был не только лучшим стрелком британской команды с 27 очками, но и лучшим стрелком всего соревнования.